# Richard Griffiths
Richard Griffiths, OBE (31. července 1947 Thornaby-on-Tees, Anglie – 28. března 2013 Coventry, Anglie) byl britský herec. Hrál postavu Vernona Dursleyho ve filmové sérii o Harrym Potterovi; Harry Potter a Kámen mudrců (2001), Harry Potter a Tajemná komnata (2002), Harry Potter a vězeň z Azkabanu (2003) a Harry Potter a Fénixův řád (2007). Mimo to hrál například ve filmech Ospalá díra (1999), Šprti (2006) nebo Baletní střevíčky (2007).
Jeho otec byl dělník a matka úřednice. Náboženstvím byl katolík. Zajímavostí bylo, že jeho rodiče byli neslyšící, a tak se už v raném věku v rámci komunikace se svými rodiči naučil znakovou řeč. Školu ukončil v 15 letech, ale vrátil se a vystudoval dramatický obor na Manchester Metropolitan University School of Theatre.
Jakmile ukončil studium, tak pracoval v BBC a hrál v divadelních hrách, tam kde hrál zastával obvykle i funkci manažera. Reputaci získal jako herec v Shakespearových hrách.
Od roku 1980 se objevoval i v televizi, kde hrál například ve filmu Superman 2, Ragtime, kde si zahrál i po režijním vedením českého režiséra Miloše Formana. Dále se objevil ve filmu Gándhí a dalších oscarových filmech.
Zemřel 28. března 2013 v Coventry na komplikace po operaci srdce. Je pohřben ve vesnici Bearley v hrabství Warwickshire.

## Herecká filmografie
- Henry V. – 2012
- Private Peaceful – 2012
- Epizody – 2011
- Hugo a jeho velký objev – 2011
- Piráti z Karibiku: Na vlnách podivna – 2011
- Harry Potter a Relikvie smrti – část 1 – 2010
- Jackboots on Whitehall – 2010
- Letters to Santa: A Muppets Christmas – 2008
- Pohádky na dobrou noc – 2008
- Baletní střevíčky – 2007
- Harry Potter a Fénixův řád – 2007
- Šprti – 2006
- Venuše – 2006
- Ponurý dům – 2005
- Princes in the Tower – 2005
- Ztraceni v lásce – 2005
- Harry Potter a vězeň z Azkabanu – 2004
- Krása na scéně – 2004
- Brides in the Bath, The – 2003
- Harry Potter a Tajemná komnata – 2002
- Jeffrey Archer: The Truth – 2002
- Tlc – 2002
- Harry Potter a Kámen mudrců – 2001
- Gormenghast – 2000
- Christmas Glory 2000 – 2000
- Vatel – 2000
- Hope & Glory – 1999
- Ospalá díra – 1999
- Vlak zvířátek – 1999
- In the Red – 1998
- Ted & Ralph – 1998
- Svět Petra Králíčka a jeho přátel – 1997
- Smích ze záhrobí – 1995
- Breed of Heroes, A – 1994
- Hlídat Tess – 1994
- Pie in the Sky – 1994
- Mr. Wakefield's Crusade – 1992
- Sveďte to na poslíčka – 1992
- Bláznivá střela 2 a 1/2: Vůně strachu – 1991
- Král Ralph – 1991
- Goldeneye – 1989
- Audience with Victoria Wood, An – 1988
- Kind of Living, A – 1988
- Casanova – 1987
- Ffizz – 1987
- Marksman, The – 1987
- Withnail a já – 1987
- Bláznivá apokalypsa – 1986
- Šanghajské překvapení – 1986
- Bird of Prey 2 – 1984
- Soukromá slavnost – 1984
- Tarzan – 1984
- Park Gorkého – 1983
- Dravci – 1982
- Gándhí – 1982
- Merry Wives of Windsor, The – 1982
- Nemocnice Britannia – 1982
- Whoops Apocalypse – 1982
- World Cup: A Captain's Tale, The – 1982
- Francouzova milenka – 1981
- Ohnivé vozy – 1981
- Ragtime – 1981
- Breaking Glass – 1980
- Nobody's Perfect – 1980
- Superman 2 – 1980
- Comedy of Errors, The – 1978
- Five Minute Films, The – 1975
- To by se zvěrolékaři stát nemělo – 1975